# 高士達
高 士達（こう したつ、生年不詳 - 616年）は、隋末に清河で発生した民衆叛乱の指導者。

## 生涯
信都郡蓨県（現在の河北省衡水市景県）の人。
大業7年（611年）、千余名の民衆を率いて清河で叛乱を起こす。高鶏泊（現在の河北省衡水市故城県の南西）を根拠地とし、まもなく竇建徳の勢力を傘下に収め東海公を自称した。
大業12年（616年）、隋の涿郡通守の郭絢を打ち破ると、その後は竇建徳の進言した積極的な攻撃を採用しなくなり、局地的な軍事行動に終始するようになり軍事力が衰退、結局、隋将の楊義臣との戦いに敗れ戦死した。